# Wiktor Mierżanow

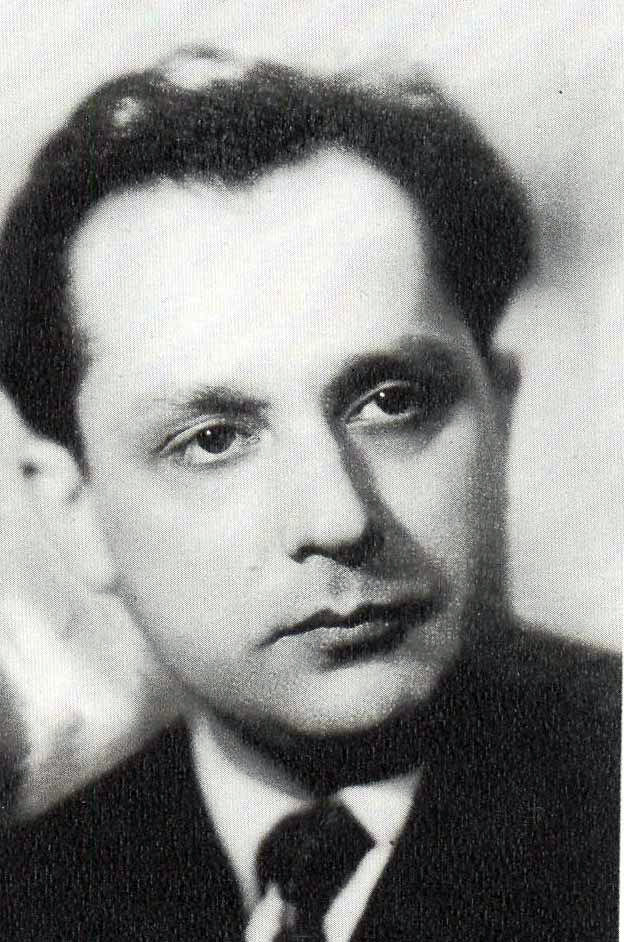
Victor Merzhanov

Wiktor Mierżanow (ros. Ви́ктор Ка́рпович Мержа́нов) (ur. 15 sierpnia 1919 w Tambowie, zm. 20 grudnia 2012 w Moskwie) – rosyjski pianista i pedagog muzyczny, profesor Konserwatorium Moskiewskiego.
Studia muzyczne rozpoczął w Tambowskiej Szkole Muzycznej im. Rachmaninowa u Salomona Starikowa i Aleksandra Połtorackiego, kontynuował w Konserwatorium Moskiewskim u Samuela Feinberga (fortepian) i Aleksandra Goedicke (organy). 
W latach 1941–1945 służył w szeregach Armii Czerwonej, ukończył z wyróżnieniem szkołę czołgistów, ale skierowano go do orkiestry wojskowej. 
W roku 1945 zdobył jedną z dwóch I nagród w Ogólnoradzieckim Konkursie Pianistycznym (drugą otrzymał Swiatosław Richter). 
W roku 1949 zdobył X nagrodę w IV Międzynarodowym Konkursie Pianistycznym im. Fryderyka Chopina.
Od roku 1946 był pedagogiem, a od roku 1964 profesorem Konserwatorium Moskiewskiego.
Od roku 1973 był profesorem Konserwatorium Warszawskiego.
Był członkiem jury wielu konkursów pianistycznych, w tym XI, XIII i XIV Konkursów Chopinowskich. Wśród jego uczniów Tatiana Szebanowa zdobyła II nagrodę na X Konkursie Chopinowskim.
Obok działalności pedagogicznej Wiktor Mierżanow występował na estradach koncertowych Europy, Ameryki, Azji i Afryki. Oprócz pracy w Konserwatorium Moskiewskim prowadził klasę mistrzowską w rodzinnym Tambowie. Dokonał prawykonań wielu dzieł kompozytorów współczesnych. 
W maju 2010 otrzymał tytuł doktora honoris causa Akademii Muzycznej im. Karola Lipińskiego we Wrocławiu.